# ایوی دامونت
ایوی دامونت (انگلیسی: Ivy Dumont؛ زادهٔ ۲ اکتبر ۱۹۳۰) یک سیاست‌مدار اهل باهاما است. او اولین زن باهامایی است که به مقام فرماندار کل رسیده‌است.